# George de Mohrenschildt
George de Mohrenschildt (17 de abril de 1911-29 de marzo de 1977) fue un geólogo ruso experto en petróleo, que entabló amistad con Lee Harvey Oswald, único sospechoso del asesinato del presidente de los EE.UU. John F. Kennedy, desde el regreso de este de la Unión Soviética y la muerte de Kennedy.

## Primeros años
George de Mohrenschildt nació en Mazyr, en la Rusia zarista, cerca de la frontera con Polonia (su fecha de nacimiento fue el 4 de abril del viejo calendario juliano ruso, 17 de abril según el calendario gregoriano). Su padre, millonario, Sergio Alexander von Mohrenschildt, furibundo anticomunista, fue detenido y encarcelado por los bolcheviques poco después de la Revolución rusa.  Después de haber sido condenado a un exilio perpetuo en Siberia, logró escapar con su familia a Polonia durante la década de 1920, donde George se graduó en una academia militar en 1931. Se doctoró en comercio internacional por la Universidad de Lieja en 1938.

### Emigración a Estados Unidos
Cuando De Mohrenschildt emigró a los Estados Unidos en mayo de 1938, la inteligencia británica notificó al gobierno de los EE.UU. que sospechaba que De Mohrenschildt estaba trabajando para la inteligencia alemana, y se encontró bajo vigilancia del FBI durante un tiempo. En un primer momento, De Mohrenschildt trabajó para la empresa Shumaker en la ciudad de Nueva York, supuestamente gracias a Pierre Fraiss, que tenía conexiones con la inteligencia francesa, y de acuerdo con De Mohrenschildt (véase su testimonio ante la Comisión Warren) se dedicaban a reunir información sobre las personas que participan en actividades "proalemanas", así como de la licitación nazi para la compra de petróleo de Estados Unidos antes del comienzo de la Segunda Guerra Mundial. El testimonio de De Mohrenschildt parece dejar claro que su actividad antinazi tenía por objetivo la recopilación de datos, ya que su objetivo era ayudar a Francia en su lucha contra Alemania.
De Mohrenschildt pasó el verano de 1938 con su hermano mayor, Dimitri, en Long Island, Nueva York, donde se relacionó con la familia Bouvier, incluida la joven Jackie, futura esposa de John F. Kennedy, y se convirtió en un amigo íntimo de la tía de Jackie, Edith Bouvier Beale.

## Falla como corredor de seguros
Entró en el negocio de los seguros entre 1939 y 1941, pero no puede pasar su examen de corredor. En 1941, De Mohrenschildt se asoció con una compañía de producción cinematográfica propiedad de su primo, el barón Maydell, simpatizante del nazismo. (De Mohrenschildt negó rotundamente cualquier simpatía nazi propia, ya que él estaba ayudando a recaudar dinero para la resistencia polaca.) De Mohrenschildt hizo una película documental sobre los combatientes de la resistencia en Polonia, pero cuando los Estados Unidos entraron en la Segunda Guerra Mundial, su solicitud de trabajar para la Oficina de Servicios Estratégicos (OSS), el servicio de inteligencia de Estados Unidos durante la guerra, fue rechazada.

### Petrolero
El hermano mayor de George, Dimitri von Mohrenschildt, era un firme anticomunista, miembro de la OSS y uno de los fundadores de Radio Europa Libre y Amcomlib (conocida por su alias: Radio Liberty), pertenecientes a la CIA. Sus contactos incluían a altos funcionarios de la agencia. Dimitri murió a la edad de 100 años en 2002.
George recibió una maestría en geología de petróleo por la Universidad de Texas en 1945.

### Mudanza a Dallas
Después de la guerra, De Mohrenschildt se afincó en Dallas (Texas) y empezó a trabajar con el magnate petrolero Clint Murchison como geólogo de petróleo. Se convirtió en ciudadano de los Estados Unidos en 1949. Descrito como sofisticado y socialmente aceptado, se convirtió en un miembro respetado de la comunidad emigrante rusa en Dallas, enseñando en una universidad local, trabajando para diversas compañías petroleras como geólogo y viajando a través de las Américas con su cuarta esposa, Jeanne LeGon, socia de Abraham Zapruder, con quien se casó en 1959.
De Mohrenschildt se reunió con Lee Harvey Oswald en el verano de 1962 en Fort Worth, Texas. George y Jeanne entablaron amistad con Lee y Marina Oswald, tratando de ayudarlo en lo posible para su introducción en la comunidad rusa de Dallas. Había un gran contraste entre estas dos parejas, una pobre recién llegada de Rusia y la otra millonaria y sofisticada. Además Oswald insistía en su comunismo mientras vivía en medio de la comunidad exiliada rusa de Dallas, la, quizás, más fieramente anticomunista del mundo.  En su testimonio para la Comisión Warren de 1964, De Mohrenschildt dijo que recordaba haber discutido con Oswald J. Walton Moore, de la oficina de la CIA en Dallas, a quien conocía desde 1957. De Mohrenschildt afirmó que poco después de reunirse con Oswald preguntó a Moore y al fiscal de Ft. Worth Max Clark acerca de Oswald y si era "seguro" para los De Mohrenschildts ayudarlo. Según su testimonio, De Mohrenschildt fue informado por una de las personas que hablaron acerca de Oswald, aunque dijo que no podía recordar quién era, pero que "el chico parece estar OK". (Moore dijo en una entrevista de 1978 en el Comité Selecto de la Cámara sobre Asesinatos que las denuncias de De Mohrenschildt del "permiso" de Moore para contactar con Oswald eran falsas.)
En junio de 1963, De Mohrenschildt se trasladó a Haití, donde él y otros inversores habían creado una empresa de desarrollo industrial cuya labor consistía en incluir la realización de un estudio geológico de Haití buscando petróleo y recursos geológicos en la isla. Después de que Kennedy fuera asesinado, declaró ante la Comisión Warren en 1964. Los De Mohrenschildts abandonaron Haití en 1967 y regresaron a Dallas.

### Divorcio
Según el periodista holandés Willem Oltmans, un clarividente holandés "serio y famoso" llamado Gerard Croiset tuvo una visión en 1967 de un conspirador que había manipulado a Oswald: su descripción habría llevado a Oltmans a De Mohrenschildt, y los dos quedaron en contacto.
Por razones desconocidas, George y Jeanne de Mohrenschildt obtuvieron tranquilamente el divorcio en Dallas (Texas) el 3 de abril de 1973, después de casi catorce años de matrimonio. No se informó en los periódicos locales, y la pareja siguió presentándose como marido y mujer.
A principios del decenio de 1970, al parecer, el comportamiento de De Mohrenschildt era errático. El 17 de septiembre de 1976, la CIA pidió que el FBI localizara a De Mohrenschildt, porque había "intentado ponerse en contacto con el director de la CIA, George H. W. Bush". De Mohrenschildt había "escrito una carta al director de la Agencia Central de Inteligencia pidiendo su ayuda. Parece que él se siente acosado como resultado de su participación en el caso Oswald." George H. W. Bush escribió:

Permítaseme decir primero que lo difícil para usted a buscar mi ayuda en la situación descrita en su carta.  Creo que puedo apreciar su estado de ánimo en vista de la trágica muerte de su hija hace unos años, y el mal estado actual de la salud de su esposa.  Yo estaba muy triste al escuchar de estas circunstancias.  En su situación no puedo imaginar cómo las atenciones que usted describe en su carta afectan a usted ya su esposa.  Sin embargo, mi personal no ha podido encontrar ninguna indicación de interés en sus actividades por parte de autoridades federales en los últimos años. El aluvión de interés que asistió a su testimonio ante la Comisión Warren ha disminuido mucho.  Sólo puedo especular que es posible que se han convertido en "noticia" de nuevo a la vista del renovado interés en el asesinato de Kennedy, y, por tanto, puede ser atraer la atención de la gente en los medios de comunicación. Espero que esta carta le haya sido de algún consuelo, George, aunque me doy cuenta no estoy en condiciones de responder a su pregunta completamente.
George Bush, Director de la Agencia Central de Inteligencia.

El 9 de noviembre de 1976, Jeanne lo interna en una institución mental en Texas durante tres meses, en la que figura en una declaración jurada notariada cuatro intentos previos de suicidio, mientras se encontraba en el área de Dallas.  En la declaración jurada dijo que George sufría de depresión, escuchaba voces, veía visiones, y creía que el FBI y la mafia judía lo perseguían.
En 1977 el periodista holandés Willem Oltmans fue a Texas y trajo a De Morenschildt a Holanda. Lo que ocurrió entonces es controvertido. Michael Eddowes dice que Oltmans solicitó a De Morenschildt productos farmacéuticos, que Oltmans niega, diciendo que en su lugar rescató a De Morenschildt de una institución mental para llevarlo a la "famosa" clarividente Croiset (véase más arriba).  Según Oltmans, Croiset supuestamente afirmó que De Mohrenschildt era el hombre que vio en su visión. Acerca de este episodio la revista Lobster posteriormente comentó: 

Entre los psiquiatras, por un lado, y un psíquico, por el otro -y aunque la CIA no participaron- [De Mohrenschildt] no tienen mucho de una oportunidad.

El 16 de marzo de 1977, De Mohrenschildt regresó a los Estados Unidos de un viaje de negocios a Bélgica. Su hija habló con él largo y tendido y se preocupó enormemente acerca de ciertas cuestiones y ha expresado el deseo de suicidarse. De Mohrenschildt se puso en contacto con el investigador (del asesinato de Kennedy) Edward Jay Epstein. Le dijo que necesitaba dinero, y aceptó 4000 $ para una entrevista que se publicaría en Reader's Digest, durante el cual afirmó que en 1962 Moore, de la CIA en Dallas, le preguntó acerca de las actividades de Oswald en la Unión Soviética. De Mohrenschildt dice que a cambio recibió ayuda en una transacción de petróleo que estaba tratando de negociar con el dictador haitiano Papa Doc Duvalier. Cuando el gobierno haitiano dio a De Mohrenschildt el contrato en marzo de 1963, se presume que fue el pago por ayudar a la CIA. El 29 de marzo de 1977, en una pausa de la entrevista, De Mohrenschildt recibió una tarjeta de Gaeton Fonzi, un investigador del Comité Selecto de la Cámara sobre Asesinatos.  Esa tarde se suicidó de un disparo en la boca con una escopeta.
Edward Jay Epstein, un autor que entrevistó a De Mohrenschildt poco antes de su muerte, escribió la siguiente entrada al diario (29 de marzo de 1977)

David Bludworth, procurador del Estado, fue un encantador y experto interrogador, pero folclórico. Comenzó diciendo que De Mohrenschildt se había puesto una escopeta en la boca y se mató a las 3:45 pm. No hubo testigos —y no había nadie en la casa en el momento del tiroteo—. La hora exacta de su muerte fue establecida por un magnetófono dejado grabando toda la tarde para registrar los culebrones de la señora Tilton, y que registró un único conjunto de pisadas en la habitación y la explosión de la escopeta, que se encontró en la alfombra persa junto a él. No existe nota de suicidio u otra pista plausible. Él dijo que yo era probablemente la última persona en hablar con él. A continuación, pregunta si he tenido en mi posesión el libro negro de direcciones de De Mohrenschildt. Yo le respondí: "No".  Él educadamente ha reformulado la pregunta, y me pidió una vez más —alrededor de una media docena de veces— si tengo el libro negro. (De hecho, tres personas se encontraban en casa en el momento: el ama de llaves fue abajo a la cocina, y el cocinero y jardinero se encontraban en el patio trasero.)

### La foto famosa
Días más tarde, el 1 de abril de 1977, Jeanne de Mohrenschildt dio al Comité Selecto de la Cámara sobre Asesinatos una fotografía de Lee Harvey Oswald, captada por su esposa, Marina, en la que aparece de pie en su patio trasero de Dallas sosteniendo dos periódicos y un rifle, con una pistola en su cadera. Aunque similar a otras impresiones que se encontraron entre los efectos de Oswald el 23 de noviembre de 1963, la existencia de esta fotografía en particular era hasta entonces desconocida. En la parte trasera estaba dedicada a mi amigo George, de Lee Oswald, y la fecha 5/IV/63 [en EE.UU.  esto esta erróneo, ya que 5 de abril de 1963 se coloca IV/5/63], junto con las palabras derechos de autor Geo de M y una frase traducida del ruso como cazador de fascistas ¡ja-ja-ja! Especialistas en grafología concluyeron posteriormente que las palabras Para mi amigo George… y la firma de Oswald habían sido escritas por Lee Harvey Oswald pero que no se podía determinar si el resto había sido escrito por él, por George de Mohrenschildt o por Marina Oswald. Algunos historiadores han especulado que la frase en ruso fue escrita con sarcasmo por Marina. (En sus memorias, George de Mohrenschildt la tradujo como Este es el cazador de nazis, ¡ja, ja, ja!, y también supone que Marina fue quien la escribió sarcásticamente.)
George de Mohrenschildt escribió en su manuscrito (y páginas de referencia antes citadas) que había perdido la fotografía de Oswald en el embalaje para el traslado a Haití en mayo de 1963, y esta fue la razón por la que no había mencionado a la Comisión Warren (aunque señaló en su manuscrito que Oswald tenía un rifle en abril de 1963, porque había visto en el apartamento en Semana Santa y se burlaron de Lee que le había errado al General Walker). Según De Mohrenschildt, la foto no se ha encontrado entre sus papeles almacenados hasta que se reencontró con su esposa en 1967.  Cuando se analizaron por la HSCA en 1977, esta foto resultó ser una primera generación de impresión de la foto de traspatio ya conocida por la Comisión Warren como CE-133A, y que probablemente se había tomado el 31 de marzo de 1963.

## Legado
Jeanne de Mohrenschildt también dio a la Comisión HSCA una copia de un manuscrito llamado I Am a Patsy!, que George de Mohrenschildt recientemente había escrito acerca de su relación con su "querido amigo muerto" Oswald, en la cual dice que sabía que Lee Oswald no hubiera sido el tipo de persona que ha causado la muerte de John F. Kennedy. En parte esta sentencia se basó en la estimación de De Mohrenschildt de los puntos de vista políticos de Oswald y las ideas liberales de Kennedy. Las memorias nunca fueron publicadas como un libro, pero en el comercio ha estado disponible en línea desde que se publicó como apéndice en el informe HSCA. (Para una vista parcial, acceda a). El testimonio a la Comisión Warren de De Mohrenschildt a principios de 1964, sin embargo, da una opinión muy diferente de Oswald -De Mohrenschildt dijo que lo consideraba un "chico" y no un amigo-. Debido al gran conflicto completo entre los puntos de vista entre estas dos cuentas (para algunos una coacción y la otra escrita aparentemente por dinero), la mayoría de los historiadores no dan a De Mohrenschildt gran valor histórico.
George de Mohrenschildt ha sido ampliamente descrito como un provocador sociable, hablador y gregario, y nunca se ha establecido una conexión directa entre él y cualquier agencia de inteligencia -incluyendo la CIA-. (De Mohrenschildt negó en su manuscrito haber trabajado jamás para la CIA, y abiertamente detestaba al FBI.) Sin embargo, su familia (hermano) y los vínculos sociales a la OSS, la CIA y más tarde los funcionarios son seguros y están fuera de toda duda razonable. (cita requerida)

## Medios de comunicación populares
El papel de De Mohrenschildt fue protagonizado por Willem Oltmans, en 1991, en la película JFK; por Bill Bolender, en 1993, en la película de televisión Decepción fatal: Sra. de Lee Harvey Oswald, y más recientemente, por Jonny Coyne, en la miniserie estadounidense 11/22/63, basada en la novela homónima de Stephen King.